# IC 3224
IC 3224 је галаксија у сазвјежђу Дјевица која се налази на листи објеката дубоког неба у Индекс каталогу.
Деклинација објекта је + 12° 9' 30" а ректасцензија 12h 22m 36,0s. Привидна величина (магнитуда) објекта IC 3224 износи 15,6 а фотографска магнитуда 16,4. Налази се на удаљености од 16,8 милиона парсека од Сунца. IC 3224 је још познат и под ознакама VCC 562, 8ZW 183, A 1220+12, PGC 40100.